# Österreichische Fußballmeisterschaft 1911/12
Für die Saison 1911/12 schrieb der NÖFV (Niederösterreichischer Fußballverband) erstmals eine Meisterschaft mit Pflichtspielterminen für Wiener Vereine aus. Diese Meisterschaft wird offiziell als erste österreichische Fußballmeisterschaft angesehen. Eine zweite gleichberechtigte österreichische Meisterschaft gab es in Mähren-Schlesien. In Ungarn wurde eine Meisterschaft vom ungarischen Fußballverband zum siebten Mal ausgerichtet. Aus heutiger Sicht beschränkt man sich jedoch häufig auf die Erste Klasse des NFV, wenn man von der österreichischen Meisterschaft von 1913 spricht.

## Gründungsmitglieder
Gründungsmitglieder waren die 11 Wiener Vereine der inoffiziellen Meisterschaft aus der Vorsaison. Von der Teilnahme ausgeschlossen waren alle übrigen Vereine der Saison 1910/11, dazu gehörten DFC Prag, Grazer AK, Teplitzer FK und KS Cracovia.
Als 12. Verein wurde ASV Hertha Wien als Meister der Zweiten Klasse zugelassen. Hertha Wien wurde der Meistertitel erst nach Saisonende zugesprochen, nachdem mehrere Vereine der Zweiten Klasse Protest gegen den Meistertitel des Rennweger SV 1901 Wien einlegten. Grund dafür war das um einen Meter zu kurze Spielfeld des Vereins. Der Rennweger SV 1901 existiert noch heute (2005), schaffte es – als verhindertes Gründungsmitglied der ersten Meisterschaft – jedoch nie in die erste Liga aufzusteigen.

## Österreichisches Kernland
Im heutigen österreichischen Kernland trug der Niederösterreichische Fußballverband (NÖV), der am 16. Mai 1911 gegründet wurde, ab September 1911 bis März 1912 eine Meisterschaft in Niederösterreich und Wien aus. Die Vereine wurden in eine Erste Klasse, Zweite Klasse A, Zweite Klasse B und Zweite Klasse C eingeteilt. Der Deutsch-Alpenländische Fußballverband (DAFV), der am 2. Juli 1911 gegründet wurde, startet seine Meisterschaft eine Saison später.

### Erste Klasse (NÖV)

#### Allgemeines
Der Meister wurde in der Ersten Klasse ausgespielt. Sie wurde von 12 Mannschaften bestritten, die während des gesamten Spieljahres je zweimal aufeinander trafen. Rapid wurde erster österreichischer Fußballmeister. Die Auf- und Abstiegsfrage wurde mit Relegationsspielen zwischen dem neunten und zehnten der Ersten Klasse und dem Meister der Zweiten Klasse A gelöst.

#### Abschlusstabelle
| Pl.                                                          | Verein                               | Sp. | S  | U | N  | Tore    | Quote | Punkte |
| ------------------------------------------------------------ | ------------------------------------ | --- | -- | - | -- | ------- | ----- | ------ |
| 1.                                                           | SK Rapid Wien                        | 20  | 15 | 1 | 4  | 064:310 | 2,06  | 31     |
| 2.                                                           | Wiener Sport-Club                    | 20  | 13 | 4 | 3  | 053:350 | 1,51  | 30     |
| 3.                                                           | Wiener Association FC                | 20  | 13 | 3 | 4  | 059:230 | 2,57  | 29     |
| 4.                                                           | Wiener AC                            | 20  | 10 | 5 | 5  | 059:410 | 1,44  | 25     |
| 5.                                                           | 1. Simmeringer SC                    | 20  | 9  | 3 | 8  | 057:630 | 0,90  | 21     |
| 6.                                                           | First Vienna FC 1894                 | 20  | 9  | 2 | 9  | 050:360 | 1,39  | 20     |
| 7.                                                           | Floridsdorfer AC                     | 20  | 9  | 1 | 10 | 061:540 | 1,13  | 19     |
| 8.                                                           | Wiener Amateur SV                    | 20  | 5  | 5 | 10 | 042:510 | 0,82  | 15     |
| 9.                                                           | ASV Hertha Wien EK1                  | 20  | 6  | 2 | 12 | 026:500 | 0,52  | 14     |
| 10.                                                          | SpC Rudolfshügel                     | 20  | 5  | 4 | 11 | 039:420 | 0,93  | 14     |
| 11.                                                          | Vienna Cricket and Football-Club EK2 | 20  | 0  | 2 | 18 | 012:960 | 0,13  | 02     |
| 12.                                                          | AC Viktoria Wien EK2                 | 4   | 1  | 0 | 3  | 006:160 | 0,38  | 02     |
| Stand: Endstand. Quelle: Austria Soccer, Rapid-Archiv, RSSSF |                                      |     |    |   |    |         |       |        |

Qualifiziert über die Relegation
- Erste Klasse – Zweite Klasse A: ASV Hertha Wien, SC Rudolfshügel (Relegation zur Ersten Klasse)

#### Spiele im Detail
| Durchgang im Sommer/Herbst | Durchgang im Sommer/Herbst                               | Durchgang im Sommer/Herbst |
| Datum                      | Spielpaarung                                             | Ergeb.                     |
| August 1911                | August 1911                                              | August 1911                |
| -------------------------- | -------------------------------------------------------- | -------------------------- |
| 27. August 1911            | Wiener Association FC – Floridsdorfer AC                 | 3:1                        |
| September 1911             |                                                          |                            |
| 3. September 1911          | Wiener AC – ASV Hertha Wien                              | 0:0                        |
| 3. September 1911          | Wiener Amateur SV – AC Viktoria Wien                     | 8:1 SD1                    |
| 3. September 1911          | Wiener Sport-Club – SC Rudolfshügel                      | 4:1                        |
| 8. September 1911          | Vienna Cricket and Football-Club – 1. Simmeringer SC     | 1:3                        |
| 8. September 1911          | Wiener AC – Floridsdorfer AC                             | 3:2                        |
| 8. September 1911          | Wiener Amateur SV – SK Rapid Wien                        | 1:4                        |
| 8. September 1911          | Wiener Association FC – SC Rudolfshügel                  | 0:3                        |
| 10. September 1911         | Floridsdorfer AC – SK Rapid Wien                         | 2:4                        |
| 10. September 1911         | ASV Hertha Wien – Wiener Association FC                  | 1:2                        |
| 10. September 1911         | Vienna Cricket and Football-Club – AC Viktoria Wien      | 1:4 SD1                    |
| 17. September 1911         | 1. Simmeringer SC – Wiener Amateur SV                    | 3:4                        |
| 17. September 1911         | Floridsdorfer AC – ASV Hertha Wien                       | 4:1                        |
| 17. September 1911         | SC Rudolfshügel – AC Viktoria Wien                       | 2:0 SD1                    |
| 17. September 1911         | Wiener Sport-Club – SK Rapid Wien                        | 1:3                        |
| 24. September 1911         | AC Viktoria Wien – ASV Hertha Wien                       | 1:5 SD1                    |
| 24. September 1911         | SC Rudolfshügel – Floridsdorfer AC                       | 0:1                        |
| 24. September 1911         | First Vienna FC 1894 – Vienna Cricket and Football-Club  | 8:0                        |
| 24. September 1911         | Wiener AC – SK Rapid Wien                                | 4:3                        |
| 24. September 1911         | Wiener Association FC – Wiener Amateur SV                | 5:1                        |
| 8. Oktober 1911            | 1. Simmeringer SC – SC Rudolfshügel                      | 3:1                        |
| 8. Oktober 1911            | First Vienna FC 1894 – SK Rapid Wien                     | 0:3                        |
| 8. Oktober 1911            | Vienna Cricket and Football-Club – ASV Hertha Wien       | 0:2                        |
| 8. Oktober 1911            | Wiener Amateur SV – Wiener Sport-Club                    | 2:2                        |
| 8. Oktober 1911            | Wiener Association FC – Wiener AC                        | 2:2                        |
| 15. Oktober 1911           | Floridsdorfer AC – 1. Simmeringer SC                     | 5:1                        |
| 15. Oktober 1911           | Vienna Cricket and Football-Club – SK Rapid Wien         | 0:3                        |
| 15. Oktober 1911           | Wiener Amateur SV – SC Rudolfshügel                      | 2:2                        |
| 15. Oktober 1911           | Wiener Association FC – First Vienna FC 1894             | 2:1                        |
| 22. Oktober 1911           | ASV Hertha Wien – SK Rapid Wien                          | 1:3                        |
| 22. Oktober 1911           | First Vienna FC 1894 – 1. Simmeringer SC                 | 5:0                        |
| 22. Oktober 1911           | Wiener AC – Wiener Amateur SV                            | 3:1                        |
| 22. Oktober 1911           | Wiener Sport-Club – Wiener Association FC                | 2:1                        |
| 29. Oktober 1911           | Floridsdorfer AC – Wiener Amateur SV                     | 2:8                        |
| 29. Oktober 1911           | SC Rudolfshügel – ASV Hertha Wien                        | 7:0                        |
| 29. Oktober 1911           | Wiener AC – Wiener Sport-Club                            | 3:6                        |
| 29. Oktober 1911           | Wiener Association FC – SK Rapid Wien                    | 1:2                        |
| November 1911              |                                                          |                            |
| 1. November 1911           | 1. Simmeringer SC – ASV Hertha Wien                      | 3:1                        |
| 1. November 1911           | First Vienna FC 1894 – SK Rapid Wien                     | 0:3                        |
| 1. November 1911           | Vienna Cricket and Football-Club – Wiener Amateur SV     | 1:1                        |
| 5. November 1911           | First Vienna FC 1894 – ASV Hertha Wien                   | 4:0                        |
| 12. November 1911          | 1. Simmeringer SC – SK Rapid Wien                        | 5:2                        |
| 12. November 1911          | First Vienna FC 1894 – Wiener Amateur SV                 | 6:1                        |
| 12. November 1911          | Wiener AC – SC Rudolfshügel                              | 1:0                        |
| 15. November 1911          | SC Rudolfshügel – SK Rapid Wien                          | 1:3                        |
| 26. November 1911          | Vienna Cricket and Football-Club – Floridsdorfer AC      | 0:8                        |
| 26. November 1911          | Wiener AC – 1. Simmeringer SC                            | 5:1                        |
| Dezember 1911              |                                                          |                            |
| 3. Dezember 1911           | First Vienna FC 1894 – Floridsdorfer AC                  | 2:1                        |
| 3. Dezember 1911           | Vienna Cricket and Football-Club – Wiener Association FC | 0:2                        |
| 3. Dezember 1911           | Wiener Sport-Club – ASV Hertha Wien                      | 4:2                        |
| 8. Dezember 1911           | Floridsdorfer AC – Wiener Sport-Club                     | 1:2                        |
| 8. Dezember 1911           | First Vienna FC 1894 – SC Rudolfshügel                   | 2:0                        |
| 8. Dezember 1911           | Vienna Cricket and Football-Club – Wiener AC             | 1:2                        |
| 8. Dezember 1911           | Wiener Association FC – 1. Simmeringer SC                | 9:0                        |
| 10. Dezember 1911          | ASV Hertha Wien – Wiener Amateur SV                      | 3:2                        |
| 10. Dezember 1911          | Vienna Cricket and Football-Club – SC Rudolfshügel       | 2:4                        |
| 10. Dezember 1911          | Wiener Sport-Club – 1. Simmeringer SC                    | 4:1                        |

| Durchgang im Frühjahr | Durchgang im Frühjahr                                    | Durchgang im Frühjahr |
| Datum                 | Spielpaarung                                             | Ergeb.                |
| März 1912             | März 1912                                                | März 1912             |
| --------------------- | -------------------------------------------------------- | --------------------- |
| 3. März 1912          | ASV Hertha Wien – Floridsdorfer AC                       | 1:0                   |
| 3. März 1912          | SC Rudolfshügel – Vienna Cricket and Football-Club       | 6:0                   |
| 3. März 1912          | Wiener AC – Wiener Association FC                        | 3:1                   |
| 3. März 1912          | Wiener Amateur SV – 1. Simmeringer SC                    | 3:4                   |
| 3. März 1912          | Wiener Sport-Club – First Vienna FC 1894                 | 1:1                   |
| 10. März 1912         | 1. Simmeringer SC – Floridsdorfer AC                     | 4:3                   |
| 10. März 1912         | ASV Hertha Wien – Wiener Sport-Club                      | 1:3                   |
| 10. März 1912         | Wiener Amateur SV – First Vienna FC 1894                 | 2:1                   |
| 17. März 1912         | ASV Hertha Wien – 1. Simmeringer SC                      | 2:2                   |
| 17. März 1912         | SC Rudolfshügel – Wiener Association FC                  | 2:3                   |
| 17. März 1912         | Vienna Cricket and Football-Club – First Vienna FC 1894  | 0:7                   |
| 17. März 1912         | Wiener Sport-Club – Floridsdorfer AC                     | 6:2                   |
| 24. März 1912         | Wiener Sport-Club – Wiener Amateur SV                    | 2:2                   |
| April 1912            |                                                          |                       |
| 14. April 1912        | 1. Simmeringer SC – Wiener Sport-Club                    | 2:4                   |
| 14. April 1912        | Floridsdorfer AC – SC Rudolfshügel                       | 5:3                   |
| 14. April 1912        | Wiener Amateur SV – Wiener Association FC                | 0:1                   |
| 21. April 1912        | Wiener Sport-Club – Wiener AC                            | 1:4                   |
| 28. April 1912        | Floridsdorfer AC – First Vienna FC 1894                  | 5:0                   |
| 28. April 1912        | ASV Hertha Wien – SC Rudolfshügel                        | 0:1                   |
| 28. April 1912        | SK Rapid Wien – Wiener AC                                | 2:1                   |
| 28. April 1912        | Wiener Amateur SV – Vienna Cricket and Football-Club     | 3:1                   |
| Mai 1912              |                                                          |                       |
| 12. Mai 1912          | 1. Simmeringer SC – Wiener Association FC                | 3:5                   |
| 12. Mai 1912          | ASV Hertha Wien – Vienna Cricket and Football-Club       | 3:0                   |
| 12. Mai 1912          | SK Rapid Wien – Floridsdorfer AC                         | 9:2                   |
| 12. Mai 1912          | SC Rudolfshügel – First Vienna FC 1894                   | 1:3                   |
| 16. Mai 1912          | Floridsdorfer AC – Wiener AC                             | 6:3                   |
| 16. Mai 1912          | SK Rapid Wien – Wiener Sport-Club                        | 5:1                   |
| 16. Mai 1912          | SC Rudolfshügel – Wiener Amateur SV                      | 2:2                   |
| 16. Mai 1912          | Wiener Association FC – ASV Hertha Wien                  | 5:0                   |
| 19. Mai 1912          | SK Rapid Wien – 1. Simmeringer SC                        | 3:4                   |
| Juni 1912             |                                                          |                       |
| 2. Juni 1912          | SK Rapid Wien – SC Rudolfshügel                          | 1:2                   |
| 2. Juni 1912          | Wiener Amateur SV – ASV Hertha Wien                      | 1:3                   |
| 6. Juni 1912          | ASV Hertha Wien – Wiener AC                              | 1:2                   |
| 6. Juni 1912          | SC Rudolfshügel – 1. Simmeringer SC                      | 2:2                   |
| 6. Juni 1912          | First Vienna FC 1894 – Wiener Association FC             | 0:3                   |
| 6. Juni 1912          | Vienna Cricket and Football-Club – Wiener Sport-Club     | 1:4                   |
| 6. Juni 1912          | Wiener Amateur SV – Floridsdorfer AC                     | 2:3                   |
| 9. Juni 1912          | 1. Simmeringer SC – Wiener AC                            | 3:3                   |
| 9. Juni 1912          | Floridsdorfer AC – Vienna Cricket and Football-Club      | 7:1                   |
| 9. Juni 1912          | ASV Hertha Wien – First Vienna FC 1894                   | 3:4                   |
| 9. Juni 1912          | SK Rapid Wien – Wiener Amateur SV                        | 3:0                   |
| 9. Juni 1912          | Wiener Association FC – Wiener Sport-Club                | 1:2                   |
| 16. Juni 1912         | 1. Simmeringer SC – First Vienna FC 1894                 | 6:0                   |
| 16. Juni 1912         | SK Rapid Wien – Wiener Association FC                    | 1:1                   |
| 16. Juni 1912         | SC Rudolfshügel – Wiener Sport-Club                      | 1:2                   |
| 16. Juni 1912         | Wiener AC – Vienna Cricket and Football-Club             | 14:0                  |
| 23. Juni 1912         | 1. Simmeringer SC – Vienna Cricket and Football-Club     | 7:1                   |
| 23. Juni 1912         | Floridsdorfer AC – Wiener AC                             | 1:1                   |
| 23. Juni 1912         | SK Rapid Wien – First Vienna FC 1894                     | 4:2                   |
| 23. Juni 1912         | SC Rudolfshügel – Wiener AC                              | 3:3                   |
| 25. Juni 1912         | Wiener Association FC – Vienna Cricket and Football-Club | 8:1                   |
| 29. Juni 1912         | SK Rapid Wien – ASV Hertha Wien                          | 3:1                   |
| 29. Juni 1912         | Wiener Amateur SV – Wiener AC                            | 4:0                   |
| 30. Juni 1912         | SK Rapid Wien – Vienna Cricket and Football-Club         | 3:1                   |
| 30. Juni 1912         | First Vienna FC 1894 – Wiener AC                         | 2:2                   |

#### Kreuztabelle
Die Meisterschaft in der Ersten Klasse wurde von elf Mannschaften bestritten, die während des gesamten Spieljahres je zweimal aufeinander trafen. Es waren ursprünglich zwölf Vereine, wobei AC Viktoria Wien nur vier Spiele bestritt und nach dem 24. September 1911 (vermutlich erst im Dezember 1911) mit Vienna Cricket and Football-Club fusionierte. Alle Ergebnisse des AC Viktoria wurden daraufhin annulliert. Der erste offizielle österreichische Fußballmeister wurde SK Rapid Wien. Er absolvierte am 28. April 1912 sein erstes Bewerbsspiel auf der legendären Pfarrwiese und besiegte dabei den Wiener AC mit 2:1. Die letzten drei Vereine der Saison mussten in die Relegation um den Verbleib in der Liga, der Tabellenletzte Vienna Cricket and Football-Club schied zu Saisonende freiwillig aus der Liga aus.
| Endstand                         | Endstand          | Endstand             | Endstand         | Endstand | Endstand      | Endstand | Endstand          | Endstand                         | Endstand | Endstand  | Endstand | Endstand         |
| Verein                           | Wiener Amateur SV | First Vienna FC 1894 | Floridsdorfer AC | HER      | SK Rapid Wien | RUD      | 1. Simmeringer SC | Vienna Cricket and Football Club | VIK      | Wiener AC | WAF      | Wiener Sportklub |
| -------------------------------- | ----------------- | -------------------- | ---------------- | -------- | ------------- | -------- | ----------------- | -------------------------------- | -------- | --------- | -------- | ---------------- |
| Wiener Amateur SV                | E                 | 2:1                  | 2:3              | 1:3      | 1:4           | 2:2      | 3:4               | 3:1                              | 8:1      | 4:0       | 0:1      | 2:2              |
| First Vienna FC 1894             | 6:1               | R                    | 2:1              | 4:0      | 0:3           | 2:0      | 5:0               | 8:0                              | —        | 2:2       | 0:3      | 0:1              |
| Floridsdorfer AC                 | 2:8               | 5:0                  | S                | 4:1      | 2:4           | 5:3      | 5:1               | 7:1                              | —        | 1:1       | 1:2      | 1:2              |
| ASV Hertha Wien                  | 3:2               | 3:4                  | 1:0              | T        | 1:3           | 0:1      | 2:2               | 3:0                              | —        | 1:2       | 1:2      | 1:3              |
| SK Rapid Wien                    | 3:0               | 4:2                  | 9:2              | 3:1      | E             | 1:2      | 3:4               | 3:1                              | —        | 2:1       | 1:1      | 5:1              |
| SC Rudolfshügel                  | 2:2               | 1:3                  | 0:1              | 7:0      | 1:3           |          | 2:2               | 6:0                              | 2:0      | 3:3       | 2:3      | 1:2              |
| 1. Simmeringer SC                | 3:4               | 6:0                  | 4:3              | 3:1      | 5:2           | 3:1      | K                 | 7:1                              | —        | 3:3       | 3:5      | 2:4              |
| Vienna Cricket and Football-Club | 1:1               | 0:7                  | 0:8              | 0:2      | 0:3           | 2:4      | 1:3               | L                                | 1:4      | 1:2       | 0:2      | 1:4              |
| AC Viktoria Wien                 | —                 | —                    | —                | 1:5      | —             | —        | —                 | —                                | A        | —         | —        | —                |
| Wiener AC                        | 3:1               | 1:2                  | 3:2              | 0:0      | 4:3           | 1:0      | 5:1               | 14:0                             | —        | S         | 3:1      | 3:6              |
| Wiener Association FC            | 5:1               | 2:1                  | 3:1              | 5:0      | 1:2           | 0:3      | 9:0               | 8:1                              | —        | 2:2       | S        | 1:2              |
| Wiener Sportklub                 | 2:2               | 1:1                  | 6:2              | 4:2      | 1:3           | 4:1      | 4:1               | 1:1                              | —        | 1:4       | 2:1      | E                |

#### Torschützenliste
| Pl.                    | Tore    | Spieler          | Verein                |
| ---------------------- | ------- | ---------------- | --------------------- |
| 1.                     | 22 Tore | Johann Schwarz   | First Vienna FC 1894  |
| 2.                     | 20 Tore | Adolf Fischera   | Wiener Association FC |
| 3.                     | 16 Tore | Johann Neumann   | Wiener AC             |
| 4.                     | 15 Tore | Josef Kudin      | 1. Simmeringer SV     |
| 5.                     | 13 Tore | Ludwig Hussak    | Wiener Amateure SV    |
| .                      |         | Johann Studnicka | Wiener AC             |
| Quelle: Austria Soccer |         |                  |                       |

siehe auch Liste der besten Torschützen Österreichs

#### Die Meistermannschaft
| SK Rapid Wien |
| Eduard Bauer, August Blaha, Fritz Brandstetter, Josef Brandstetter, Leopold Grundwald, Josef Hagler, Josef Jech, Josef Kaltenbrunner, Josef Klima, Josef Koceny, Johann Kowarik, Heinrich Körner, Heinrich Krczal, Richard Kuthan, Rudolf Kühn, Franz Schediwy, Josef Schediwy, Josef Tauschinsky Sektionsleiter: Dionys Schönecker |
| Quelle: Austria Soccer |

### Zweite Klasse A (NÖV)

#### Allgemeines
Von der Zweiten Klasse A, die zweite Leistungsstufe, sind ausführliche Ergebnisse oder Tabellenstände nicht bekannt: Meister der zweiten Leistungsstufe wurde SC Wacker Wien. Der Aufstieg in die oberste Spielklasse wurde jedoch in der Relegation gegen den SC Rudolfshügel verpasst. Den Aufstieg in die Zweite Klasse A schaffte der FC Sturm 07 als Meister der Zweiten Klasse B.

#### Abschlusstabelle
| Pl.                                            | Verein                  | Sp. | S | U | N | Tore  | Quote | Punkte |
| ---------------------------------------------- | ----------------------- | --- | - | - | - | ----- | ----- | ------ |
| 1.                                             | SC Wacker Wien          | 17  |   |   |   | 31:18 |       | 25     |
| 2.                                             | SC Blue Star Wien       | 18  |   |   |   | 40:30 |       | 21     |
| 3.                                             | SC Ober St. Veit        | 18  |   |   |   | 42:36 |       | 21     |
| 4.                                             | SC Red Star Wien        | 18  |   |   |   | 37:28 |       | 20     |
| 5.                                             | SC Donaustadt           | 18  |   |   |   | 35:24 |       | 18     |
| 6.                                             | Wiener Sportfreunde     | 18  |   |   |   | 26:20 |       | 18     |
| 7.                                             | SK Favoritner Vorwärts  | 18  |   |   |   | 36:35 |       | 17     |
| 8.                                             | SC Südmark Wien         | 17  |   |   |   | 27:36 |       | 15     |
| 9.                                             | Wiener Bewegungsspieler | 18  |   |   |   | 32:31 |       | 13     |
| 10.                                            | Nußdorfer AC ZKA1       | 18  |   |   |   | 13:61 |       | 8      |
| Stand: Endstand. Quelle: Austria Soccer, RSSSF |                         |     |   |   |   |       |       |        |

Aufsteiger
- Zweite Klasse B: FC Sturm 07

### Zweite Klasse B (NÖV)
Zu Zweiten Klasse B, die dritte Leistungsstufe, sind nur wenige Daten nebst den Teilnehmern bekannt: Dritter der Zweiten Klasse B, der dritten Leistungsstufe, wurde SC Hakoah Wien. Den Aufstieg in diese Klasse schaffte der 1. Groß-Floridsdorfer FK Admira Wien als Meister der Zweiter Klasse C, der vierten Leistungsstufe.
| - Favoritner FK Sturm (M) - Rennweger SV 1901 - SC Hakoah Wien | - Floridsdorfer SC - SC Typographia Wien - Sportovni Klub Slovan ve Vídni | - SC Sparta Wien - FK Neutral Wien - Lyon Wien |

| (M) | Meister und Aufstieg in die Zweite Klasse A der Saison 1912/13 |

### Zweite Klasse C (NÖV)
Zu Zweiten Klasse C, die vierte Leistungsstufe, sind nur wenige Daten nebst den Teilnehmern bekannt: Den Aufstieg in die Zweite Klasse B schaffte der 1. Groß-Floridsdorfer FK Admira Wien als Meister der Zweiter Klasse C.
| - 1. Groß-Floridsdorfer FK Admira (M) - SK Favorit Wien - SK Graphia Wien - FC Normania Stadlau - Wiener Rasenspieler - Ottakringer SC | - SC Südstern Viehofen - Favoritner ASC - Ottakringer Sparta - SK Neulerchenfelder Fortuna - Sportovni Klub Holub Vídeň - Simmeringer SV | - Hietzinger SC - Westmark Wien - Taubstummen F.u.T.V Wien - FC Ostmark Wien |

| (M) | Meister und Aufstieg in die Zweite Klasse B der Saison 1912/13 |

### Relegation zur Ersten Klasse (NFV)
1. Runde
Die in der Meisterschaft punktegleichen Vereine ASV Hertha Wien und SC Rudolfshügel ermittelten in Hin- und Rückspiel den fixen Klassenerhalt. Das Hinspiel fand am 28. Juli, das Rückspiel am 11. August 1912 statt.
|                 | Gesamt |                 | Hinspiel | Rückspiel |
| --------------- | ------ | --------------- | -------- | --------- |
| ASV Hertha Wien | 6:2    | SC Rudolfshügel | 3:1      | 3:1       |

2. Runde
Der Verlierer der 1. Runde, SC Rudolfshügel, musste gegen den Meister der 2. Klasse A, SC Wacker Wien, ein Entscheidungsspiel bestreiten und sicherte sich durch einen ungefährdeten und hohen Sieg ebenfalls den Klassenerhalt und verblieb in der obersten Liga. Das Spiel fand am 25. August 1912 statt.
|                 | Ergebnis |                |
| --------------- | -------- | -------------- |
| SC Rudolfshügel | 6:0      | SC Wacker Wien |

ASV Hertha Wien und SC Rudolfshügel verblieben somit in der obersten Liga. Der SC Wacker Wien spielte weiterhin in der 2. Klasse A.

## Situation in den Kronländern
In allen übrigen Landesteilen des heutigen Österreichs wurden zu dieser Zeit noch keine Meisterschaften organisiert. Die bekanntesten und stärksten Klubs spielten Freundschaftsspiele gegen nationale und internationale Vereine.

### Böhmen
Der Deutsche Fußball-Verband für Böhmen wurde am 25. Juni 1911 gegründet und startete seine Meisterschaft erst 1912. In diesem Jahr wurde eine Tschechische Fußballmeisterschaft 1912 in Böhmen, vor allem in Prag, ausgetragen, die vom Český svaz footballový (ČSF) organisiert wurde.

### Mähren-Schlesien
Die erste offizielle Gründungssitzung des Deutschen Fußball-Verbandes für Mähren und Schlesien war zwar erst am 13. Juli 1913, die mährische und schlesische Vereine organisierten ihre ersten Fußballbewerbe schon 1912.
Bekannte Spielpaarungen in der Vorrunde
|             | Ergebnis |                         |
| ----------- | -------- | ----------------------- |
| DSV Troppau | 13:10    | FC Silesia Troppau      |
| DSV Troppau | 11:30    | FCD Sportbrüder Troppau |
| DSV Troppau | 3:2      | FC Rekord Troppau       |

Kreis Bielitz
Abschlusstabelle
| Pl.              | Verein       | Sp. | S | U | N | Tore | Quote | Punkte |
| ---------------- | ------------ | --- | - | - | - | ---- | ----- | ------ |
| 1.               | BBSV Bielitz |     |   |   |   |      |       |        |
| Stand: Endstand. |              |     |   |   |   |      |       |        |

Kreis Troppau
Abschlusstabelle
| Pl.              | Verein                  | Sp. | S | U | N | Tore | Quote | Punkte |
| ---------------- | ----------------------- | --- | - | - | - | ---- | ----- | ------ |
| 1.               | DSV Troppau             |     |   |   |   |      |       |        |
| .                | FC Rekord Troppau       |     |   |   |   |      |       |        |
| .                | FCD Sportbrüder Troppau |     |   |   |   |      |       |        |
| .                | FC Silesia Troppau      |     |   |   |   |      |       |        |
| Stand: Endstand. |                         |     |   |   |   |      |       |        |

Finalturnier
|             | Gesamt |              | Hinspiel | Rückspiel |
| ----------- | ------ | ------------ | -------- | --------- |
| DSV Troppau | 8:6    | BBSV Bielitz | 5:4      | 3:2       |

### Polen (Galizien)
Der Deutsche Fußball-Verband für Polen wurde am 25. Juni 1911 in Lemberg gegründet, die erste Meisterschaft fand in der nächsten Saison statt.

### Ungarn
11. Osztályú Bajnokság
Die Meisterschaft wurde über 18 Runden ausgetragen und fand zum siebten Mal ihren Sieger im Ferencvárosi TC. Für das Pokalfinale qualifizierten sich MTK Budapest und Ferencvárosi TC. Das Endspiel wurde nicht ausgetragen, MTK Budapest bekam vom Verband den Pokalgewinn zugesprochen.